# Румницький Костянтин Григорович
Костянтин Григорович Румницький (1876—1917) — інженер-технолог, бібліотечний діяч, член правління Харківської громадської бібліотеки (1908—1916). Завідував господарською частиною бібліотеки, займався комплектуванням фонду літератури з математики.

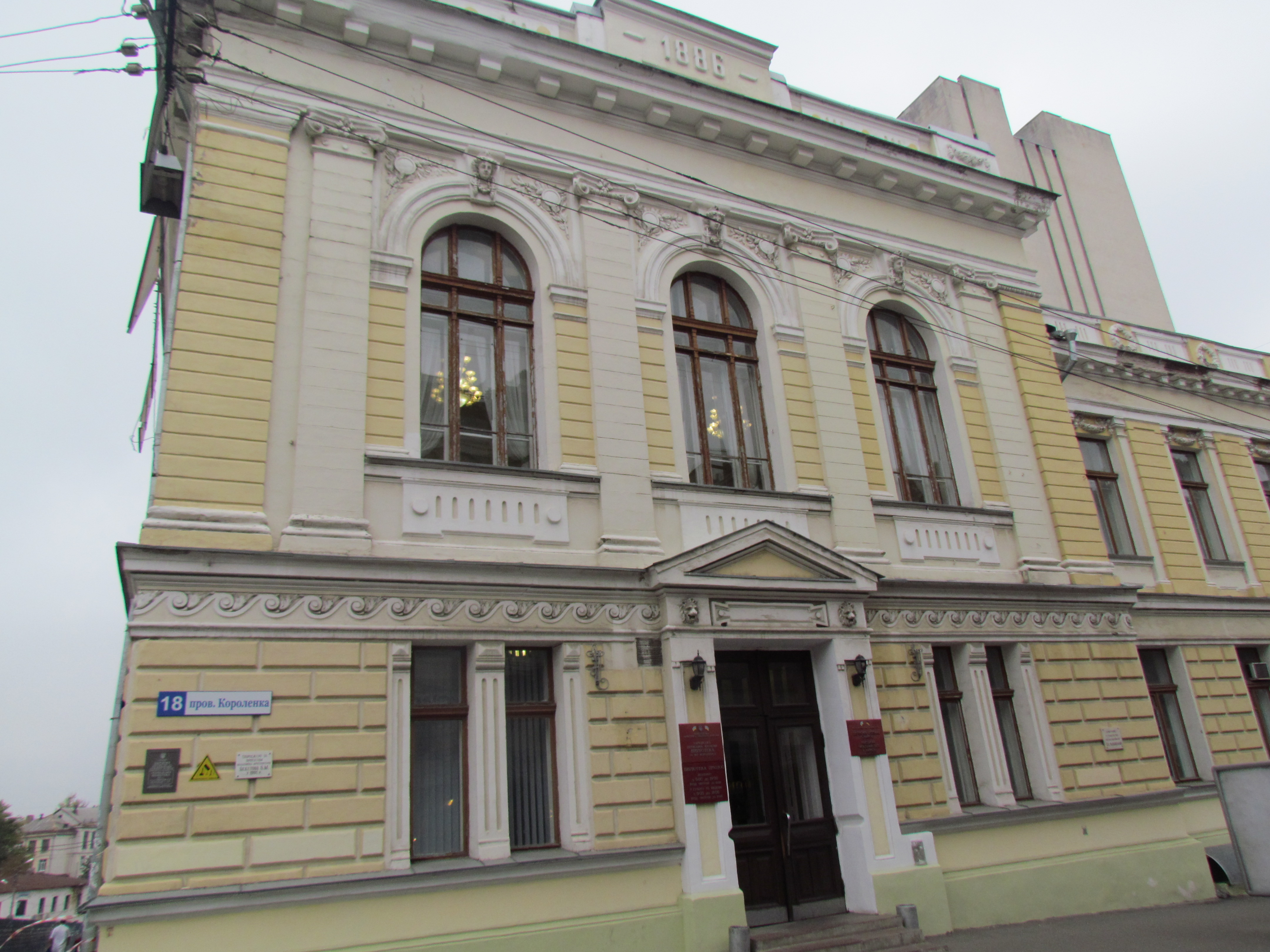
Будівля Бібліотеки ім. В. Г. Короленка

Народився в Роменському повіті Полтавської губернії в родині штабс-капітана. Середню освіту здобув у Роменському реальному училищі, яке закінчив у 1894 році. Продовжив навчання на механічному відділенні Харківського технологічного інституту. Будучи студентом став членом Харківської громадської бібліотеки. Був членом будівельної комісії та працював помічником архітектора Віктора Величка. Цікавився питанням залучення пожертвувань до фонду будівництва бібліотеки, брав участь в проведенні благодійних заходів щодо цієї теми. Займався технічним контролем будівництва бібліотеки, постійно знаходився на будівництві і жив там. Як сказано в річному звіті бібліотеки: «зробився душею всієї справи». На будівництві познайомився зі співробітницею бібліотеки Марією Чепігою, на якій згодом одружився.
Після пожежі в бібліотеці 9 лютого 1900 року, спільно з Віктором Величко, розрахував розмір збитків. Займався складанням кошторису на обладнання для розширення книгосховища.
Закінчив інститут в 1902 році. Працював техніком при ремонті харківського будинку Товариства гірничопромисловців. 8 грудня 1902 року обраний кандидатом в члени правління Харківської громадської бібліотеки. У 1903 році переїхав до Санкт-Петербургу, де працював інженером у конторі товариства «Вестінгауз». Пізніше повернувся до Харкова, де з 1911 року працював помічником завідувача Харківської міської електричної станції. Обирався секретарем Південноросійського товариства технологів.
У березні 1908 року був обраний членом Правління бібліотеки, в якому залишався до 1916 року. Спільно з Федором Готовицьким, Аполлоном Комаровим, Іваном Красуським і Олександром Чемпковским завідували господарською частиною бібліотеки. Займався питанням здачі приміщень бібліотеки в оренду, контролював надходження орендних виплат і поновлення договорів про оренду. Також стежив за дотриманням порядку на абонементі і в книгосховищі.
Займався комплектуванням фонду математичної літератури. Для цього ознайомлювався з книгами, що надсилалися книгарнями «Нового часу», А. Дредера, Ф. О. Йогансона і І. Д. Ситіна. Після того як в 1913—1914 роках знизилися надходження книг до бібліотеки, займався встановленням співпраці з видавництвом «Книжковий посередник» і московським магазином Н. П. Карабаснікова. Переглядав періодичну пресу та «Книжковий літопис» для ознайомлення з новими виданнями. За допомогою листів звертався до авторів, видавництв і організацій, щоб вони надсилали свої книги і видання в дар бібліотеці.
Костянтин Румницкій сильно хворів, тому разом з дружиною часто їздив до Німеччини і Швейцарії для лікування. Під час поїздок його дружина знайомилася з роботою місцевих бібліотек та впроваджувала отриманий досвід у Харкові. Сам він співчував революційним ідеям і прищепив до них інтерес своїй дружині.
Помер у 1917 році. Його портрет був вивішений в кімнаті правління бібліотеки згідно з рішенням загальних зборів членів бібліотеки.